# Trofie

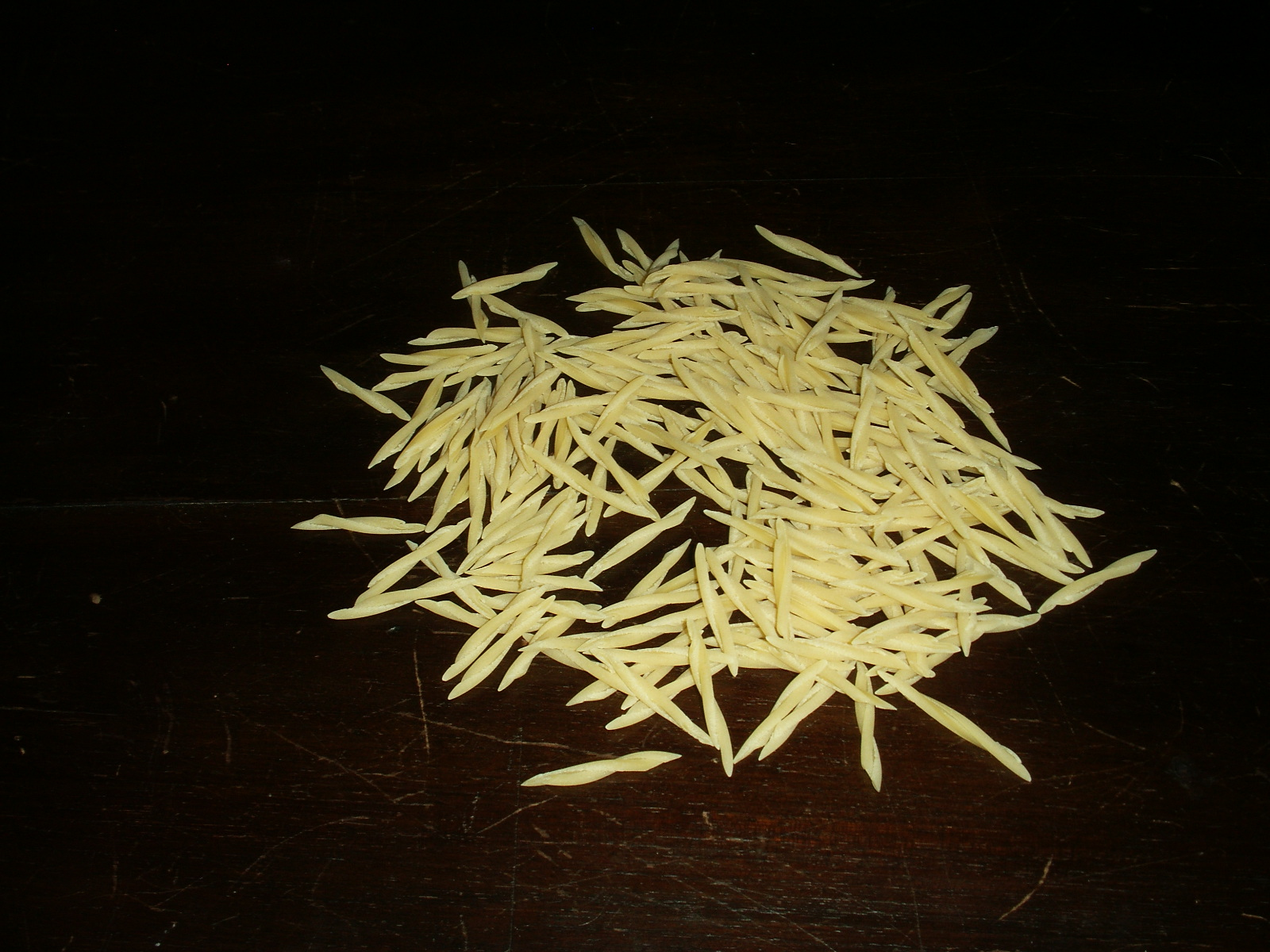
Trofie industriali

Le trofie, più grandi e le trofiette più piccole e allungate, sono un tipo di pasta alimentare tipica della cucina ligure, di forma allungata e sottile, ritenute originarie di Sori, in provincia di Genova. È da notare che in lingua ligure il termine trofie indica gli "gnocchi" e trofietta indica uno "gnocchetto", una pasta di farina e patate, di forma e consistenza al palato sostanzialmente diverse.
Le truffiette di Carloforte sono tipiche anche dell'arcipelago del Sulcis in Sardegna (tradizione gastronomica genovese della cucina tabarchina).
La forma della pasta è data dal peculiare carattere arricciato a forma di truciolo da falegname, chiamato risso da banché. La forma e la grandezza, piuttosto ridotta, di una trofia sono fattori importanti per le sue qualità organolettiche. Le Trofie hanno una forma inconfondibile, quella che viene chiamata localmente "intursoeia" è il caratteristico attorcigliamento della parte centrale che termina con due appendici affusolate, la forma può essere paragonata a quella della spirale del cavatappi.
Nel 2019 le Trofie di Sori hanno ottenuto la De.Co. in quanto prodotto strettamente legato al territorio e alla comunità, con lo scopo di preservarne la tecnica ma soprattutto la rilevanza storica e culturale che questo formato porta con sé.

## Etimologia
L'etimologia è incerta, il nome potrebbe derivare dal genovese strufuggiâ, ovvero strofinare, con riferimento al movimento necessario per arricciare la pasta, facendo scivolare la mano sul piano. Il Dizionario Etimologico di Battisti e Alessio del 1957, propone una derivazione da tronfio.
Secondo una interpretazione dotta, trofia potrebbe derivare dal greco trophe che significa nutrimento. In greco è più verosimile la derivazione da trépho, volgere, torcere, col significato di attorcigliare.

## Storia
Le trofie sono una specialità tipica di numerosi comuni del Golfo Paradiso ma vengono celebrate anche nell'entroterra genovese e ligure compreso l'Oltregiogo del basso Piemonte.
Storicamente le trofie erano preparate nelle case e utilizzate per il consumo familiare oppure venivano raccolte di casa in casa per poi essere vendute. Questo formato di pasta è quindi frutto di uno sviluppo casalingo legato principalmente alla figura femminile. Le donne di casa si riunivano intorno al tavolo a fare trofie, partendo dalla materia prima fornita loro dai pastifici locali. Così facendo, le casalinghe riuscivano a ricavare un reddito da poter integrare alle entrate familiari. Quando con il passare degli anni la quantità richiesta iniziò ad aumentare, grazie al successo ottenuto, fu necessario intervenire nel sistema di produzione. Fu così che a Sori nacque la prima macchina per produrre le trofie meccanicamente, ideata da Bacci Cavassa dopo anni di lavoro, e messa in funzione dal Pastificio Novella nel 1977. A Sori si tiene dal 1985 una apposita sagra, organizzata dall'associazione Pro Loco Sori, dal Gruppo Festeggiamenti 15 agosto e dal Pastificio Novella, noto pastificio locale.

## Utilizzo
Nella tradizione locale, le trofiette si condiscono quasi esclusivamente con il pesto alla genovese, tipico battuto ligure confezionato con basilico genovese. Una variante, usata anche per altri tipi di pasta conditi col pesto, prevede la bollitura con patate e fagiolini novelli.

## Varianti
Esiste un tipo di trofie impastato con farina di castagne che prende il nome di trofie "bastarde", il cui gusto è più dolce delle trofie tradizionali o bianche. Si possono anche mischiare trofie bianche a trofie di castagne per dare un gusto delicato al piatto. Le trofie bastarde, oltre che con il pesto, si possono condire con la salsa di noci.
Esiste un tipo di trofie, impastato con patate e a volte con un grosso ferro da calza.
Esistono altre varianti di trofie, ad esempio quelle al nero di seppia. Tuttavia, la ricetta originale rimane quella delle trofie di Sori o bianche.
In passato, le donne liguri usavano preparare le trofie in casa, cua bicelä, col buffetto, una specie di spillone (ferro da maglia in legno) sul quale arrotolavano un cordino di pasta, che poi schiacciavano con il palmo della mano; oggi quest'usanza è poco diffusa per l'esistenza dei negozi di pasta fresca, ragion per cui il piatto è per lo più di preparazione industriale (fatto a macchina). Infine le trofie al sugo di pomodoro o al ragù, o con qualsiasi altra salsa a base di verdure o di pesce.

## Abbinamenti enogastronomici
Le trofie al pesto si abbinano a un vino bianco fermo, di medio corpo, in particolare Vermentino, Pigato, Lumassina, Val Polcevera o vino rosso come l'Ormeasco, il Rossese.